# チャクラ (バンド)
チャクラ (Chakra) は、リーダーでギタリストの板倉文、ボーカルの小川美潮を中心に活動していた日本のバンド。活動期間は短かったが、元メンバーはその後もそれぞれ音楽活動を続けた。

## 概要
1978年、リーダーの板倉文により結成。当初は宇宙警備隊というバンド名であった。同年に当時19歳だった小川美潮が参加。その直後にバンド名をチャクラに変更した。「チャクラ」とはサンスクリットで「円」を表す語で、インド哲学で「中心・中枢」を意味する。当初のメンバーは板倉文(guitar)、勝俣伸吾(keyboard)、南明徳(guitar)、水村敬一(drums)、友貞一正(bass)。
いろいろ面倒を見ていたヤマハ音楽振興会のスタッフが渡辺音楽出版に転職したのにともない、渡辺プロダクションとマネジメント契約。その後、ビクター音楽産業（現JVCケンウッド・ビクターエンタテインメント）とレコード契約。
1980年、矢野誠のプロデュースによるデビュー・アルバム『CHAKRA』をリリースした。1980年代のテクノ・ポップブーム時代に流行したオリエンタル・サウンドを採り入れ、「福の種をまこう～」というリフレインが印象的な同アルバム収録曲の「福の種」は、シングル『福の種／マヌカン』として発売された。アルバムとシングルのジャケットはチャイナ服を着たメンバーの写真となっている（アルバムとシングルでデザインは異なる）。
メンバーは、当初は板倉と小川のほか、キーボードの近藤達郎など複数のパートが参加しており、メジャー・デビュー時には板倉・小川を含め5人であったが、デビュー後に他のメンバーは脱退して板倉と小川の男女デュオとなった。
チャクラは渡辺プロダクションが若者のニューミュージック指向を高めようと立ち上げた「NON STOPプロジェクト」の一員で、他のメンバーには山下久美子、大沢誉志幸（クラウディ・スカイ）、太田裕美、桑江知子、大塚博堂、大上留利子などがいた。
チャクラとそのメンバーはいわゆるタレントという枠ではなかったが、渡辺プロダクションに所属していた関係で『8時だョ!全員集合』などのテレビ番組にも出演していた。小川は同番組のコーナー「ドリフの少年少女合唱隊」にも参加し、小林幸子、石川さゆり、松村和子といった演歌歌手とも共演したという。小川は『8時だョ!全員集合』以外にも、渡辺プロダクション関係のテレビ番組やイベントにも駆り出され出演していた。
翌1981年、2枚目のアルバム『さてこそ』をリリース。プロデューサーには細野晴臣を迎えた。
1983年、3枚目のアルバム『南洋でヨイショ』をリリース。同年にチャクラは解散した。小川美潮はソロ活動に移行し、板倉文は音楽ユニット「キリング・タイム」の活動を開始した。
2011年10月、『CHAKRA』『さてこそ』『南洋でヨイショ』のアルバム3枚が、ボーナストラックを追加して再CD化され、ソリッドレコードから発売された。
2020年1月15日、未発表音源7曲を含む過去のライブ音源を収録した2枚組CD『LIVE & UNRELEASED ARCHIVE RECORDINGS 1981 - 1983』がソリッドレコードから発売された。アルバムの制作はチリ人の熱狂的ファンが手がけたという。板倉文と小川美潮のインタビューや未発表写真を掲載したブックレットが付属する。

## メンバー
- 板倉文 - ギター、作曲
- 小川美潮 - ボーカル、作詞

### 旧メンバー
- 近藤達郎 - キーボード
- 永田どんべい - ベース
- 横沢龍太郎 - ドラム、パーカッション
- 友貞一正 - ベース
- 勝俣伸吾 - キーボード

## ディスコグラフィー

### スタジオ・アルバム
- 『CHAKRA』（1980年、日本ビクター）
  - 『CHAKRA+5』（2011年10月19日、ソリッドレコード

ボーナストラック5曲を追加して再CD化（規格品番：CDSOL-1458）
- 『さてこそ』（1981年、日本ビクター）
  - 『さてこそ+5』（2011年10月19日、ソリッドレコード）

ボーナストラック5曲を追加して再CD化（規格品番：CDSOL-1459）
- 『南洋でヨイショ』（1983年、バップ）
  - 『南洋でヨイショ+6』（2011年10月24日、ソリッドレコード）

ボーナストラック6曲を追加して再CD化（規格品番：CDSOL-1524）

### ライブ・アルバム
- 『LIVE & UNRELEASED ARCHIVE RECORDINGS 1981 - 1983』（2020年、ソリッドレコード）
未発表音源7曲を含むライブ・アルバム（規格品番：CDSOL-1863～4）

### シングル
- 『福の種／マヌカン』（1980年、日本ビクター）
  - A面・B面曲とも、アルバム『CHAKRA』収録曲。